# Arlesia
Genre
Arlesia est un genre de collemboles de la famille des Neanuridae.

## Distribution
Les espèces de ce genre se rencontrent en Amérique.

## Liste des espèces
Selon Checklist of the Collembola of the World (version du 27 octobre 2019) :
- Arlesia albipes (Folsom, 1927)
- Arlesia arleana de Mendonça & Fernandes, 1999
- Arlesia cochabambensis Cassagnau & Rapoport, 1962
- Arlesia innominata Salmon, 1964
- Arlesia intermedia Fernandes & de Mendonça, 2004
- Arlesia variabilis Thibaud & Massoud, 1983

## Étymologie
Ce genre est nommé en l'honneur de Roger Pierre Hypolite Arlé.

## Publication originale
- Handschin, 1942 : Materialien zur Revision der Collembolen. Die Gattung Ceratrimeria C.B. sensu Womersley. Verhandlungen der Naturforschenden Gesellschaft in Basel, vol. 53, p. 265-284.